# Béla Bartók
Béla Viktor János Bartók (/ˈbeːlɒ ˈbɒrtoːk/; Nagyszentmiklós, 25 marzo 1881 – New York, 26 settembre 1945) è stato un compositore, pianista ed etnomusicologo ungherese.
Studioso della musica popolare dell'Europa orientale e del Medio Oriente, fu uno dei pionieri dell'etnomusicologia.

## Biografia

### Infanzia e giovinezza
Béla Bartók nacque a Nagyszentmiklós, nella regione del Banato, al tempo ungherese (oggi Sânnicolau Mare, in Romania). Il padre, anch'egli di nome Béla, era direttore di una Scuola di agricoltura ed era un musicista dilettante; la madre era un'insegnante di pianoforte. Dopo la morte di suo padre (1888), Bartók si trasferì con la madre dapprima a Nagyszőlős (oggi Vynohradiv, in Ucraina) e, successivamente, a Pozsony (oggi Bratislava, capitale della Slovacchia).

### Gli inizi della carriera musicale
Venne educato alla musica sin dall'età di cinque anni, dapprima dalla madre che gli insegnò i rudimenti del pianoforte; a otto anni iniziò i primi tentativi di composizione di piccoli pezzi. In seguito, a soli dodici anni, divenne allievo di L. Erkel che lo iniziò alla composizione. Nel 1897 scrisse la sua prima sonata per pianoforte. Dopo aver conseguito il diploma liceale si iscrisse all'Accademia Reale di Musica di Budapest; qui studiò pianoforte con István Thomán, che era stato alunno di Franz Liszt, e composizione con János Koessler. Conobbe in quel periodo la musica tedesca, soprattutto Richard Wagner e Johannes Brahms; la scoperta della musica di Debussy fu per lui di fondamentale importanza per la sua evoluzione di compositore. In quegli anni incontrò Zoltán Kodály di cui divenne amico e con cui successivamente raccolse molta musica popolare dalla regione. Questo ebbe molta influenza sul suo stile; precedentemente, l'idea che Bartók aveva della musica popolare ungherese derivava dalle melodie ascoltate nei lavori di Liszt. Nel 1903 Bartók scrisse un grande lavoro orchestrale, il poema sinfonico Kossuth, in onore di Lajos Kossuth, eroe della rivoluzione ungherese del 1848, contenente melodie in quello stile e da cui lavorò per estrarre una marcia funebre pianistica che lo rese celebre come pianista-concertista-compositore per lo stile "nazional-ungherese" , capeggiato da Paderewsky, Busoni, d'Albert e dall'ungherese Ernő Dohnányi.

### Influenze sulla musica di Bartók
Dopo aver scoperto le musiche contadine dei magiari, che erano le autentiche musiche popolari ungheresi, Bartók cominciò a includere canzoni popolari nelle proprie composizioni e a scrivere temi originali con caratteristiche simili, oltre ad usare frequentemente figure ritmiche di matrice folklorica.
La musica di Richard Strauss, che incontrò alla prima ungherese di Also sprach Zarathustra a Budapest nel 1902, lo influenzò molto (trascrisse ed eseguì più volte a memoria il poema sinfonico Vita d'Eroe). Questo nuovo stile emerse durante gli anni seguenti. Bartók stava costruendo la sua carriera pianistica, quando nel 1907 ottenne il posto di professore di pianoforte all'Accademia Reale. Questo gli permise di rimanere in Ungheria e di non girare l'Europa come pianista e gli lasciò più tempo per raccogliere altre canzoni popolari, soprattutto in Transilvania. Intanto la sua musica cominciava ad essere influenzata da composizioni di Claude Debussy che Kodály aveva portato da Parigi. I suoi lavori orchestrali erano ancora scritti alla maniera di Johannes Brahms o Richard Strauss, ma scrisse numerose composizioni brevi per pianoforte che mostrano il suo crescente interesse per la musica tradizionale. Probabilmente il primo brano che mostrava chiaramente i suoi nuovi interessi è il Quartetto per archi n. 1 (1908), che contiene vari rimandi alla musica folklorica.
Nel 1908 scrisse le 14 bagatelle per pianoforte, in cui cominciò a delineare il suo stile che appunto parte dal pianoforte, distaccandosi dal romanticismo, basandosi su procedimenti armonici basati su intervalli diminuiti ed eccedenti, sulla bitonalità e su una marcata percussività, elemento che si ritrova anche in Prokof'ev e Stravinskij. Altre composizioni pianistiche importanti in Bartók sono la Rapsodia Op.1 e i Quattro pezzi per pianoforte, ricchi di influenze brahmsiane, più altri lavori da camera quali la Sonata per violino e pianoforte e il Quintetto per pianoforte ed archi.
La carriera concertistica di Bartók non riuscì però mai a ricevere onorificenze, nemmeno in campo esclusivamente compositivo.  Come pianista-compositore al contrario di altri come Rachmaninov (che aveva composto in quegli anni il Secondo concerto per pianoforte e orchestra), Dohnányi che ebbe fortuna col suo Concerto per pianoforte e orchestra, o lo svedese Stenhammar. Questo scarso successo internazionale lo costrinse ad accontentarsi di un posto come insegnante di pianoforte all'Accademia Musicale di Budapest.
Le prime influenze popolari nelle sue composizioni cominciarono quando iniziò a raccogliere melodie popolari con Zoltán Kodály: nel 1907 compose le Tre canzoni popolari del distretto di Csík, due semplici melodie ascoltate da un pastore che suonava un flauto. Qui si dimostra la tenacia di Bartók che nonostante gli insuccessi continua a cercare un connubio tra la musica popolare e le sale da concerto nello stile pianistico, cominciando con le Due Elegie Op.8b, influenzate dallo stile pianistico delle Elegie di Busoni, e con le Quattro Nenie Op.9 che risentono invece dello stile di Debussy, che troviamo anche nelle Burlesche Op.8c. Le Nenie sono basate sul canto popolare ungherese che fa delle scale modali, non presenti nella musica occidentale, armonizzate in maniera quasi impressionistica. Lo stile di Bartók cominciò a uscire dalle influenze di Busoni e Debussy con le Due danze rumene Op.8a per pianoforte, in cui lo stile divenne decisamente percussivo e d'avanguardia, anche se non riuscì a trovare il modo di proporre i suoi lavori come recital pianistico, se non negli anni Venti, sfruttando anche l'ingigantimento delle capacità tecnico-stilistiche e timbriche del pianoforte che già presso Paderewsky e Rachmaninov avevano raggiunto livelli ragguardevoli. 
Bartók focalizzò sulla percussività l'Allegro Barbaro del 1911, parallelamente alla Toccata Op.11 di Prokof'ev e alla Danza rituale del Fuoco di Manuel de Falla in cui il pianista rende l'effetto percussivo anche con la gestualità.

### Gli anni centrali

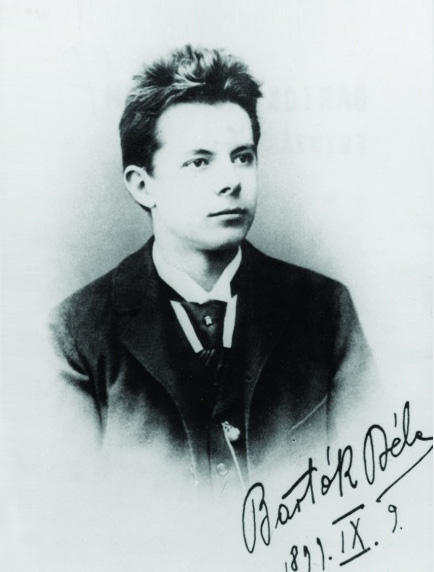
Béla Bartók da giovane

Nel 1909 Bartók sposò la sua giovane allieva Márta Ziegler. Il loro figlio, anch'egli di nome Béla, nacque nel 1910.
L'avvicinamento alla musica popolare di Bartók (su esempio di Franz Liszt) è stato compiuto in maniera scientifica, influenzando in maniera metodica il suo stile, ricco di richiami alla musica popolare di molti popoli dell'area europea orientale e medio-orientale (uso di scale pentatonica e modale) ma contemporaneamente aggiornato anche sulle innovazioni ritmiche e armoniche portate dai contemporanei come Stravinskij.
Nel 1911, Bartók scrisse quella che sarebbe stata la sua unica opera, Il castello di Barbablù, dedicata a sua moglie, Márta, ancora ricca di influenze stilistiche derivanti da Strauss e Debussy. Con questa composizione partecipò a un concorso indetto dalla Commissione Ungherese per le Belle Arti, ma questi dissero che era insuonabile, e la respinsero. L'opera rimase ineseguita fino al 1918, quando il governo fece pressione su Bartók perché togliesse il nome del librettista, Béla Balázs, dal programma a causa delle sue convinzioni politiche. Bartók si rifiutò, e alla fine ritirò il lavoro. Per il resto della sua vita, Bartók non si sentì molto legato al governo o alle istituzioni ungheresi, pur continuando la sua passione per la musica popolare.
Di questo periodo sono anche i Due ritratti Op.5 (1907-08) e i Due quadri Op.10 (1910) per orchestra, l'Allegro barbaro (1911) per pianoforte (che ebbe molto successo per le sue timbriche appunto barbariche e per la sua melodia semplice), prima geniale sintesi del suo stile, la Suite per pianoforte Op.14 (1916), le due Sonate per violino e pianoforte (1921 e 1923) scritte per Jelly d’Arányi e le Sei danze popolari rumene per orchestra. I lavori di questo periodo sono caratterizzati da un'energia ritmica basata sull'ossessione percussiva e una ricerca timbrica molto fine immersa in un'armonia ai limiti dell'atonalità in cui l'influenza popolare viene immessa attraverso rielaborazione e reinvenzione.
Le Melodie di Canzoni natalizie rumene sono dello stesso periodo delle Danze popolari rumene (1915) che raggiunsero abbastanza successo da essere pubblicate dalla Universal di Vienna nel 1918. Tuttavia le Danze rumene non sono pensate come brani da concerto come la Suite Op.14, in cui Bartók dichiara di voler superare lo stile accordale tardoromantico a favore di una strumentazione "fatta di ossa e muscoli", trasparente e semplice come quella dell'Allegro barbaro, ma alleggerita dall'assenza dei raddoppi. Questa suite viene collegata da molti critici alla Sonata No.2 Op.14 di Prokofiev (1912), alla Sonatina ad usum infantis di Busoni (1916) e a Le tombeau de Couperin di Ravel (1914-17) e rappresenta quel percorso di distacco dal tardoromanticismo che troverà le sue propaggini nella Sonata Op.1 di Berg (1908) e dai Tre pezzi Op.11 di Schönberg del 1909.
Un altro aspetto che colpisce di questa suite è la drammaturgia nei contrasti tra i movimenti, legabile al conflitto bellico, che trova prodromi già nella Sesta sinfonia di Čajkovskij e nella Grande Sonata Op.33 di Alkan. Nell'ultimo movimento (Sostenuto) vengono usate le quarte giuste con finalità ritmico-timbriche. La simbologia bartokiana è di difficile interpretazione, comunque si ritiene che la presenza di un valzer sia riferita a Vienna. La armonizzazione delle melodie popolari presenti nella Suite è ingegnosa e si basa sulla presenza palese del tritono ottenuto dividendo l'ottava in due parti uguali per armonizzare in maniera del tutto nuova, al contrario della maniera ottocentesca. Nel primo movimento vengono accostati accordi di Si bemolle maggiore e Mi maggiore e l'accordo di settima di dominante è costruito con la settima maggiore anzi che minore.
Questa suite è interessante per capire le posizioni di Bartók nell'ambito formale: all'inizio al secondo posto doveva esserci un Andante in Fa diesis maggiore che avrebbe reso la suite simmetrica ma Bartók lo elimina. Tuttavia vengono rispettate le forme dei tempi secondo la tradizione occidentale (primo tempo in forma tripartita, secondo in rondò, terzo tripartito e quarto monotematico con intermezzo). Per quanto riguarda la ritmica abbiamo un'accelerazione del tempo nei primi tre movimenti e una brusca caduta nel quarto.
Dopo il disappunto causato dal premio della Commissione per le Belle Arti, Bartók scrisse molto poco per due o tre anni, preferendo concentrarsi sulla raccolta e l'arrangiamento di musica tradizionale (in Europa Centrale, i Balcani e la Turchia). Comunque, lo scoppio della prima guerra mondiale lo costrinse ad interrompere queste spedizioni, e ritornò a comporre, scrivendo il balletto Il principe di legno (1914-1916) e il Quartetto per archi n. 2 nel 1915-1917. Fu Il principe di legno a dargli un certo grado di fama internazionale. Bartók successivamente lavorò a un'altra composizione, la pantomima Il mandarino meraviglioso, con uno stile più moderno de Il castello di Barbablù, influenzata in particolare dalla musica di Igor' Stravinskij e dal primo Arnold Schönberg.
Il mandarino meraviglioso fu iniziato nel 1918, ma non fu eseguito fino al 1926 a causa dell'argomento trattato: una storia che parla di prostituzione, furto e omicidio con un rapporto molto violento tra i due sessi. L'introduzione di personaggi fiabeschi nel teatro musicale fu invece un punto che trovò come sostenitore Ferruccio Busoni. Bartók divorziò da Márta nel 1923, e sposò una studentessa di pianoforte, Ditta Pásztory. Il suo secondogenito, Péter, nacque nel 1924.

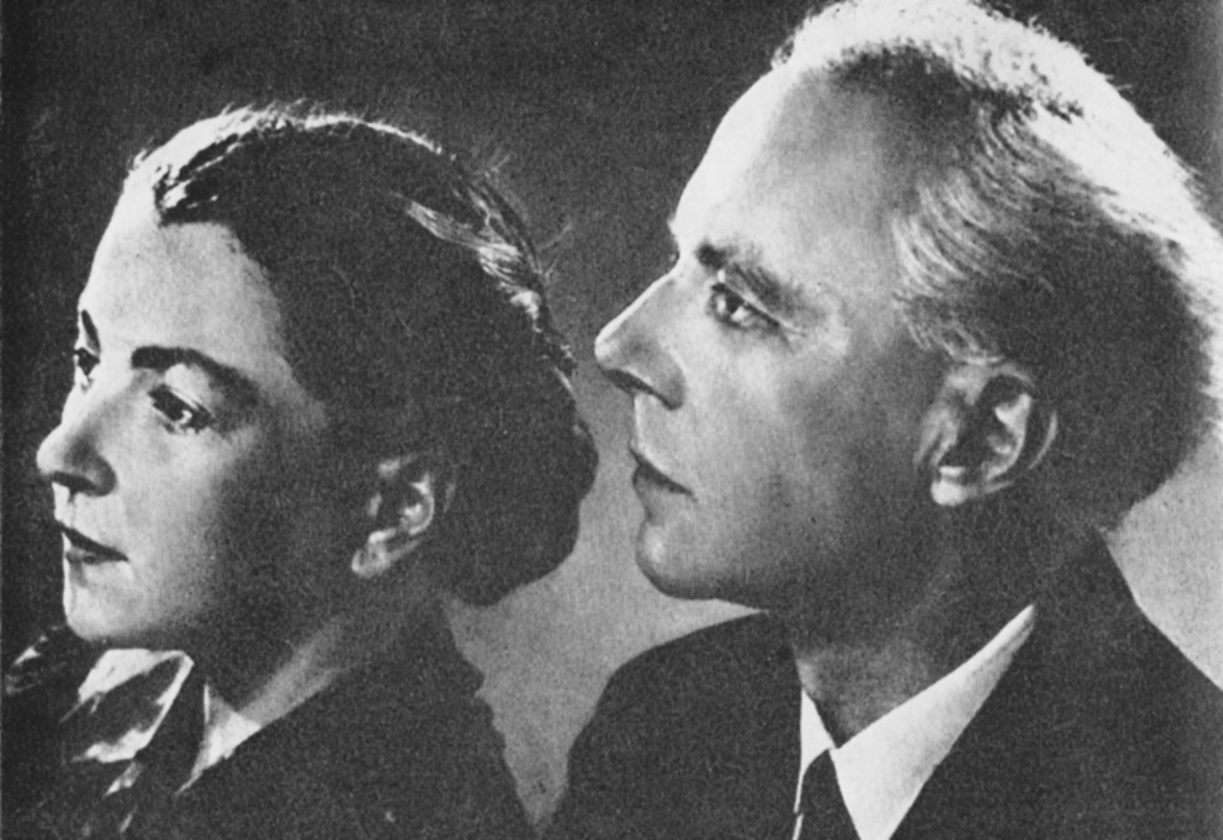
Bartók e la moglie Ditta 1945

Nel 1918 portò a termine anche i Tre studi per pianoforte in cui più che il virtuosismo emergono le idee creative e bizzarre.
Sono vicini all'atmosfera dei Tre pezzi op.11 di Schönberg ma anche alla forma di trittico-sonata che troviamo in Debussy (Images, Estampes) e in Ravel (Gaspard de la nuit). Nel primo studio si trovano accenti in controtempo che anticipano leggermente gli Studi per pianoforte di György Ligeti, specialmente il primo del Libro I.
Nel 1920 scrisse su commissione della Revue musicale di Parigi le Otto improvvisazioni su canti di contadini ungheresi (Op.20). Gli venne commissionato un solo pezzo (che fu poi la settima improvvisazione) da pubblicare in un supplemento chiamato Tombeau de Debussy, a cui contribuirono anche De Falla, Stravinskij, Malipiero, Dukas e altri.

### La seconda guerra mondiale e gli ultimi anni di vita
Negli anni venti intraprende una serie di tournée concertistiche per l'Europa che gli procurarono simpatie ma pochi compensi; furono quindi accettati nei recital solo i brani più brevi (quindi non la Suite né la Rapsodia) come pezzi di carattere alla Grieg.
Nel 1926 ricomincia a scrivere alcune composizioni, dopo un periodo infecondo di qualche anno: abbiamo così i Quartetti per archi nn. 3 e 4 (1927 e 1928), in particolare il terzo quartetto è ricordato per essere stato scritto contemporaneamente al terzo quartetto di Schönberg a cui è legato per l'evasione tematica, mentre la ritmica è più vicina a Stravinskij, e troviamo in esso anche un embrione della micropolifonia di György Ligeti chiamato da alcuni micromelodia, le due Rapsodie per violino e pianoforte o orchestra (1928), la Cantata profana (1930), lavoro vocale con trama fantastica su una fiaba rumena, il primo e il monumentale secondo concerto per pianoforte e orchestra (1926 e 1930-31), la Sonata per pianoforte del '26, legata ancora alle composizioni giovanili ma con una struttura decisamente Beethoveniana anche se manca una contrapposizione dialettica tra i temi. Bartók definisce la tonalità di Mi maggiore, anche se essa rappresenta solo una tonica polarizzante all'ascolto (in origine nell'ultimo movimento c'era un tema Moderato che è stato poi rimosso per il suo contrastante aspetto barocco e messo come Musette della suite All'aria aperta).
Verso gli anni trenta Bartók abbandona la composizione pianistica da concerto per dedicarsi a brani didattici e per dilettanti, soprattutto grazie alla composizione dei 153 brani che compongono i 6 libri del Mikrokosmos, iniziato nel 1926, in cui il compositore parte da brani semplicissimi fino ad arrivare a notevoli virtuosismi, delineando in maniera progressiva e crescente il suo stile (contemporanei al Mikrokosmos sono i 9 Piccoli pezzi per pianoforte). L'interesse nel pedagogico di Bartók è stato molto presente ed è testimoniato dai numerosi pezzi infantili su melodie popolari che sono stati scritti nel corso della vita.
Negli anni trenta nasce invece una serie di composizioni più mature e soprattutto più equilibrate (definite da alcuni come il periodo neoclassico di Bartók in quanto si riscontrano ascendenze Beethoveniane): Quartetto per archi n. 5 (1934), Musica per archi, percussioni e celesta (1936) e la Sonata per due pianoforti e percussioni (1937, di cui esiste anche la forma in concerto con orchestra), composizioni particolarmente legate dal tono lamentoso e macabro degli adagi "notturni" in contrasto con la vivacità ritmica dei momenti più veloci in cui il pianoforte esprime il massimo grado di percussività che possiamo trovare in Bartók, specialmente nella sonata, con i timpani che anticipano i pianoforti con una scansione ritmica tribale (i pianoforti si scambiano spesso in passaggi imitativi e nell'ultimo movimento c'è anche la presenza dell'hoquetus; poi abbiamo ancora i Contrasti per violino, clarinetto e pianoforte (1938, dedicati al clarinettista jazz Benny Goodman), il Concerto per violino e orchestra (1938) e il Divertimento per archi (1939), più il Quartetto per archi nº6 (1939), i 44 Duetti per due violini (1931) e la difficile Sonata per violino solo (1944, composta già negli Stati Uniti per Yehudi Menuhin) in cui Bartók porta a compimento i propositi stilistici avviati in questi anni.
Nel 1940, dopo lo scoppio della seconda guerra mondiale, e con il peggioramento della situazione politica in Europa, Bartók si convinse che doveva andarsene dall'Ungheria. Bartók si oppose fortemente ai nazisti. Dopo che ebbero preso il potere in Germania, non vi tenne più concerti e lasciò il suo editore tedesco. Le sue vedute liberali (che sono evidenti nell'opera Il castello di Barbablù e nel balletto Il mandarino meraviglioso) gli causarono una gran quantità di guai da parte della destra ungherese. Dopo aver spedito i suoi manoscritti all'estero, Bartók si trasferì con riluttanza negli USA con Ditta Pásztory alla fine del 1940. Péter Bartók li raggiunse nel 1942 e più tardi si arruolò nella Marina degli Stati Uniti. Béla Bartók Jr. rimase in Ungheria. Anche se venne accolto con molti onori, Bartók non si sentì mai a suo agio negli USA, e trovò molto difficile comporre. Gli venne dato l'incarico di tenere un corso alla Columbia University dove era stato nominato dottore honoris causa ed ebbe la possibilità di tenere molti concerti, anche con la moglie Ditta; egli però non era molto conosciuto in America e c'era poco interesse per la sua musica che venne spesso stroncata. Per qualche tempo ebbe una borsa di studio per lavorare su una collezione di canzoni tradizionali iugoslave, ma la situazione economica della famiglia andò sempre peggiorando, così come la salute di Bartók che incominciava a manifestare i sintomi della leucemia.

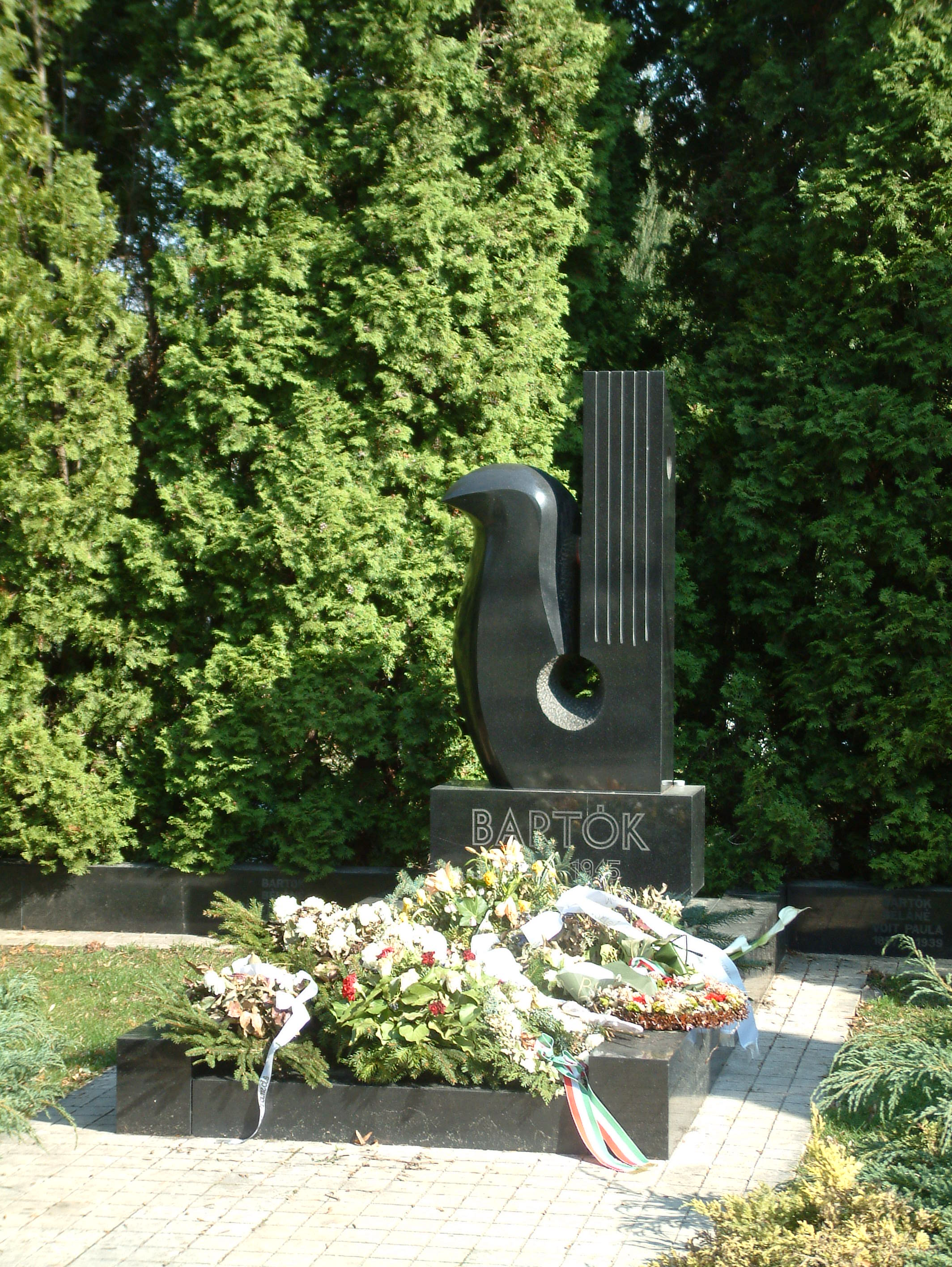
Tomba di Béla Bartók al cimitero di Farkasréti

Il suo ultimo lavoro sarebbe potuto essere il Sesto quartetto per archi, lavoro interessante per la sua tonalità aleggiante e polimodale e per la ricchezza degli assoli di viola e violini in sordina nei movimenti lenti e mesti (vicinanza con altre composizioni come i Contrasti per violino, clarinetto e pianoforte ma anche a modelli come la Grande fuga per quartetto d'archi di Beethoven) se non fosse stato per Serge Koussevitsky che gli commissionò il Concerto per orchestra, che divenne il lavoro più popolare di Bartók e che risollevò le sue finanze; anche se scritto con minor sentimento interiore si può notare come il compositore abbia molto accentuato gli elementi coloristici e timbrici che ritroviamo anche nel Concerto per pianoforte e orchestra n. 3 (1945), un lavoro arioso e quasi neo-classico, e nel suo incompiuto Concerto per viola e orchestra, completato più tardi dal suo allievo, Tibor Serly.
Nel Concerto per orchestra Bartók mantiene nei cinque movimenti una struttura circolare con una costruzione strutturata a linee di intensità timbrica e atonale con un uso accostato di omofonia e polifonia. Una struttura simile ma rimpicciolita la troviamo nei quartetti (furono anch'essi composizione molto discusse per la loro percussività e contrapposti per esempio ai limpidi quartetti di Šostakovič) dove viene proprio definita una struttura ad arco o a ponte.
Béla Bartók morì a New York di leucemia il 26 settembre 1945 in grande povertà. Le spese del suo funerale furono sostenute totalmente dall'ASCAP, l'Associazione per la protezione dei diritti d'autore. Al suo funerale parteciparono solo dieci persone; tra loro c'erano sua moglie Ditta, il loro figlio Péter e il pianista György Sándor, suo allievo e amico. 
Fu sepolto al cimitero Ferncliff ad Hartsdale, New York, ma dopo la caduta del comunismo in Ungheria nel 1988, i suoi resti furono portati a Budapest per i funerali di stato il 7 luglio 1988 e in seguito fu sepolto al cimitero Farkasréti di Budapest.

## Composizioni principali
Musica orchestrale (25 brani)
- Kossuth, Poema sinfonico (1903)
- Rapsodia per pianoforte e orchestra op.1 (1904?)
- Scherzo per pianoforte e orchestra (Burlesque) op.2 (1904)
- Suite n. 1 per orchestra op.3 (1905, revisione 1920)
- Suite n. 2 per piccola orchestra op.4 (1905-1907, revisione 1920 e 1943)
- Concerto n. 1 per violino e orchestra (1907-1908)
- 2 ritratti per orchestra op.5 (1907-1911)
- 2 quadri per orchestra op.10 (1910)
- Danze rumene (1917)
- 4 pezzi per orchestra op.12 (1921)
- Suite di danze (1923)
- 3 scene paesane per 4-8 voci femminili e piccola orchestra (1926)
- Concerto n. 1 per pianoforte e orchestra (1926)
- Concerto n. 2 per pianoforte e orchestra (1930-1931)
- Danze transilvane per orchestra (1931)
- Sketch ungheresi per orchestra (1931)
- Canzoni paesane ungheresi per orchestra (1933)
- 5 canzoni popolari ungheresi per voce solista e orchestra (1933)
- Musica per Archi, Percussioni e Celesta (1936)
- Concerto n. 2 per violino e orchestra (1937-1938)
- Divertimento per orchestra d'archi (1939)
- Concerto per due pianoforti e orchestra (1940)[3]
- Concerto per orchestra (1942-43, corretto nel 1945)
- Concerto n. 3 per pianoforte e orchestra (1945)
- Concerto per viola e orchestra (1945)[4]

### Musica corale (2 brani)
- Cantata profana per tenore, baritono, doppio coro e orchestra 1930
- 27 cori a voci pari a cappella, a 2 e a 3 voci, (1935)

### Musica da camera (14 brani)
- I sei quartetti per archi
  - Quartetto n. 1 op.7, Sz. 40, BB 52 (1908)
  - Quartetto n. 2 op.17, Sz. 67, BB 75 (1915-1917)
  - Quartetto n. 3 Sz. 85, BB 93 (1927)
  - Quartetto n. 4 Sz. 91, BB 95 (1928)
  - Quartetto n. 5 Sz. 102, BB 110 (1934)
  - Quartetto n. 6 Sz. 114, BB 119 (1939)
- Sonata n. 1 per violino e pianoforte (1921)
- Sonata n. 2 per violino e pianoforte (1922)
- Rapsodia n. 1 per violino e pianoforte (1928)
- Rapsodia n. 2 per violino e pianoforte (1928, rev. 1944)
- 44 duetti per 2 violini (1931)
- Sonata per due pianoforti e percussioni (1937)
- Contrasti, per clarinetto, violino e pianoforte (1938)
- Divertimento per archi (1939)

### Pianoforte (11 brani)
- 10 pezzi facili (1908)
- Bagatelle op. 6  (1908)
- Allegro barbaro (1911)
- Sonatina (1915)
- Danze popolari rumene (1915)
- Suites op.14 (1915)
- Sonata (1926)
- All'aria aperta, suite (1926)
- Mikrokosmos (1926–1939)
- For Children
- Sette pezzi da Mikrokosmos per due pianoforti (1940)

### Violino solo
- Sonata (1944)

### Musica per il palcoscenico
- Il castello di Barbablù (A kékszakállú herceg vára), opera lirica in un atto, op. 11
- Il mandarino meraviglioso, pantomima
- Il principe di legno, balletto, op. 13

## Discografia
- Bartók, Béla. 1994. Bartók al pianoforte. Hungaroton 12326. Compilation di 6 CD.
- Bartók, Béla. 1995a. Bartok suona Bartok – Bartok At The Piano 1929–41. Pearl 9166. Registrazione in CD.
- Bartók, Béla. 1995b. Bartók registrazioni da una collezione privata. Hungaroton 12334. Registrazione in CD.
- Bartók, Béla. 2003. Bartók suona Bartók. Pearl 179. registrazione in CD.
- Bartók, Béla. 2007. Bartók: contrasti, Mikrokosmos. Membran/Documents 223546. registrazione in CD.
- Bartók, Béla. 2008. Bartok suona Bartok. Urania 340. Registrazione in CD.
- Bartok, Boulez dirige Bartòk - Registrazioni complete per DG, 1991/2008 Deutsche Grammophon
- Bartok, Capolavori orchestrali - Solti/CSO, 1980/1993 Decca
- Bartok, Capolavori orchestrali/Opere + bonus CD di rarità e registrazioni storiche - Solti/CSO, 1952/1997 Decca
- Bartok, Castello di Barbablu - Kertész/LSO/Berry/Ludwig, 1965 Decca
- Bartók: Herzog Blaubarts Burg, Sz. 48 (Lucerne Festival Historic Performances) - Dietrich Fischer-Dieskau/Irmgard Seefried/Schweizerisches Festspielorchester/Rafael Kubelík, Ludger Boeckenhoff Audite
- Bartok, Complete works - Opere complete, 2016 Decca
- Bartok, Conc. 2 pf./Conc. vl/Conc. viola - Boulez/Aimard/Kremer/Bashmet, 2004/2008 Deutsche Grammophon
- Bartok, Conc. orch./Dance suite/Mus. archi, perc. - Solti/CSO, 1980/1989 Decca
- Bartok, Conc. orch./Ritratti/Mikrokos. - Dorati/LSO, 1991 Mercury
- Bartók: Concerto for Orchestra - Gustavo Dudamel/Los Angeles Philharmonic Orchestra, 2007 Deutsche Grammophon
- Bartók: Concerto for Orchestra, Sz116 _ Dance Suite, Sz77, The Miraculous Mandarin, suite Sz73 (op. 19), Dir Georg Solti - London Symphony Orchestra 1963-1965_ Decca SACD UCGD-9001
- Bartok, Conc. pf. n. 1, 2/Ritratti per orch. - Pollini/Mintz/Abbado, 1977/1983 Deutsche Grammophon
- Bartok, Conc. pf. n. 1-3 - Anda/Fricsay/RSO Berlin, 1995 Deutsche Grammophon
- Bartok, Conc. pf. n. 1-3 - Boulez/Zimerman/Andsnes/Grimaud, 2001/2004 Deutsche Grammophon
- Bartok, Conc. pf. n. 1-3/Conc. vl. n. 1-2 - Ashkenazy/Chung/Solti/LPO/CSO, 2003 Decca
- Bartok, Conc. vl. n. 2/Suite n. 2 - Menuhin/Dorati/Minneapolis SO, 1955/1957 Mercury
- Bartok, Duetti per vl. Sz 98 - Sarah e Deborah Nemtanu, 2016 Decca
- Bartok, Mandarino/Mus. archi perc. - Boulez/CSO, 1994 Deutsche Grammophon
- Bartok, Mandarino/Son. 2 pf. e perc. - Dorati/Frid/Ponse, 1960/1964 Mercury
- Bartók: Mikrokosmos (Complete) - Jenő Jandó/Tamara Takacs, 2006 Naxos
- Bartok, Opere complete per pf. solo - Kocsis, 1991/1999 Decca
- Bartok: Orchestral Music - Budapest Festival Orchestra/Iván Fischer, 2006 Decca
- Bartok, Principe di legno/Mus. archi - Dorati/LSO, 1960/1964 Mercury
- Bartok, Quart. archi n. 1-6 - Emerson String Quartet, 1988 Deutsche Grammophon
- Bartok, Quart. archi n. 1-6 - Hungarian String Quartet, 1999 Deutsche Grammophon

## DVD & BLU-RAY parziale
- Bartok, Il castello di Barbablù - Solti/Kovats/Sass, 2008 Decca

## Riconoscimenti discografici
- Bartók, Il castello di Barbablù (A Kékszakállú herceg vára, Sz. 48, op. 11) (Judith), dir. Pierre Boulez, con Jessye Norman/László Polgár (Deutsche Grammophon) - Grammy Award for Best Opera Recording 1999

## Tributo
- A Bartók è stato intitolato il cratere Bartók, sulla superficie di Mercurio.
- Mikrokosmos Poesie 1951-2004, una raccolta di poesie di Edoardo Sanguineti edita nel 2004 da Feltrinelli, è un omaggio al musicista ungherese.
- A Bartók è stata dedicata una danza da parte del compositore bresciano Eugenio Catina (Omaggio a Bartók, danza per chitarra; ed. Bèrben).
- Nel 2017 il compositore Marco Ciccone ha composto "Miniature bartókiane", una suite di sei brani quale omaggio al musicista ungherese.